# ماکسین بانز
ماکسین بانز (انگلیسی: Maxine Bahns؛ زادهٔ ۲۸ فوریهٔ ۱۹۷۱) یک هنرپیشه اهل ایالات متحده آمریکا است.
از جمله کارهای او می‌توان به بازی در فیلم نگاهی به درون ذهن اشاره کرد.